# 普里布茲凱 (庫楚魯布市鎮)
46°44′15″N 31°53′0″E / 46.73750°N 31.88333°E
普里布茲凱（羅馬化：Prybuzke）是烏克蘭南部的村莊，隸屬尼古拉耶夫州的尼古拉耶夫區。該村面積0.35平方公里，海拔高度40米，2001年人口130，人口密度每平方公里368.3人。